# Комендантовский сельский совет (Кобелякский район)
Комендантовский сельский совет (укр. Комендантівська сільська рада) — входит в состав
Кобелякского района
Полтавской области
Украины.
Административный центр сельского совета находится в 
с. Комендантовка.

## Населённые пункты совета
- с. Комендантовка
- с. Дабиновка
- с. Колесники
- с. Криничное
- с. Александрия
- с. Пилипенки
- с. Порубаи
- с. Черемушки